# Station Vortum
Vortum is een voormalige stopplaats aan de Maaslijn. De stopplaats van Vortum was in gebruik van 1885 tot 1891.